# 吉川元光
吉川 元光（きっかわ もとみつ、明治27年（1894年）11月12日 - 昭和28年（1953年）2月19日）は、明治時代から昭和にかけての華族。爵位は子爵。毛利家の一門・旧岩国藩主吉川家当主。旧名・吉川光。父は吉川重吉、妻は吉川経健の娘、芳子。弟に宮内庁官僚で宮中儀礼の専門家の吉川重国。子に吉川重喜、吉川光喜。孫に吉川重幹・吉川重廣。

## 経歴
岩国藩主吉川家の一族、吉川重吉の子として生まれた。明治42年（1909年）、男子のなかった伯父で吉川子爵家当主の吉川経健の養子となった。大正6年（1917年）に経健の娘芳子と結婚する。大正9年（1920年）に京都帝国大学を卒業した。
小野田セメント、義済堂、岩国電気軌道の株主であり、また資産家でもあった。昭和6年（1931年）、元光が旧制高校の同級生だった建築家堀口捨己に設計を依頼して、岩国市横山の岩国徴古館隣事務所を建設した。建物は昭和24年（1949年）に岩国市に寄贈され、青年の家として使用された。

## 著書
- 旧岩国藩の製紙原料保護政策

| 日本の爵位    | 日本の爵位                       | 日本の爵位        |
| ------------- | -------------------------------- | ----------------- |
| 先代 吉川経健 | 子爵 吉川家第2代 1909年 - 1947年 | 次代 華族制度廃止 |